# Рейніш Ольга Михайлівна
Ольга Михайлівна Рейніш (Пресайзен, англ. Olga Reynish; нар. 16 вересня 1965 року) — радянська і українська шашкістка. Чемпіонка світу з російських шашок 1996 року та бронзовий призер 1994, 2005 років. Срібний призер чемпіонату Європи 2004 (бліц), Чемпіонка України з російських шашок (2001, 2002, 2003, 2006), Чемпіонка України з міжнародних шашок (1985, 1986, 1991, 1997). Міжнародний гросмейстер (1998).
Проживає в Києві. Виступала за спортивне товариство «Авангард». У 1982 році отримала звання майстер спорту СРСР.